# Nguyễn Việt Phong
Nguyễn Việt Phong (sinh ngày 23 tháng 3 năm 1993) là một cựu cầu thủ bóng đá người Việt Nam chơi ở vị trí tiền đạo.

## Sự nghiệp

### Ban đầu
Nguyễn Việt Phong trưởng thành từ lò đào tạo của Thể Công. Năm 2011, anh chia tay Thể Công để cập bến Hòa Phát Hà Nội nhưng đội bóng lại giải thể. Dấu ấn lớn nhất của Phong trong màu áo Hòa Phát là danh hiệu vua phá lưới giải U-19 Quốc gia 2011.
Sau khi chia tay Hòa Phát Hà Nội, Việt Phong tham gia bóng đá phong trào. Năm 2013, anh cùng đội bóng "phủi" Thành Đồng, vô địch Ngoại hạng Phủi mùa giải đầu tiên (HPL-S1). Năm 2014, Việt Phong được gọi về đội Viettel mới tham dự giải hạng nhì Quốc gia.

### Hải Phòng và Cần Thơ
Năm 2015, Việt Phong cập bến câu lạc bộ Hải Phòng. Ngày 20 tháng 6 năm 2015, Nguyễn Việt Phong đã lập cú đúp trong chiến thắng 3–2 trước Đồng Tháp trong khuôn khổ vòng 1/8 Cúp Quốc gia 2015.
Trong giai đoạn hai mùa giải V.League 1 2017, Nguyễn Việt Phong cùng Đặng Quang Huy chuyển sang Xổ số kiến thiết Cần Thơ theo dạng cho mượn. Cả hai đều góp mặt trong chiến thắng 2–0 của Cần Thơ trước đội bóng chủ quản Hải Phòng.
Mùa giải V-League 2018, Việt Phong mang số áo 22, được huấn luyện viên Trương Việt Hoàng cho ra sân 15 trận, nhưng không ghi được bàn thắng nào
Tính chung 6 mùa giải chơi bóng tại hạng đấu cao nhất Việt Nam, Việt Phong mới có tổng cộng 25 lần đá chính.

### Trở lại Viettel
Tháng 11 năm 2018, rộ lên tin tức Việt Phong trở về Thể Công (Viettel) và sau đó Việt Phong trở thành tân binh đầu tiên của Viettel. Ngày 24 tháng 7 năm 2019, Việt Phong ghi bàn trong thất bại 2 - 1 trước đội bóng cũ Hải Phòng. Tính chung trong mùa giải V-League 2019, Việt Phong ra sân trong đội hình xuất phát 11 trận và có 1 bàn thắng. Sau khi được ra mắt đội tuyển quốc gia, Việt Phong ghi thêm một bàn thắng trước khi kết thúc mùa giải.
Trong trận đấu đầu tiên của mùa giải 2020, Việt Phong ghi bàn thắng duy nhất trong trận thắng 1 - 0 của Viettel trước Hồng Lĩnh Hà Tĩnh.

## Sự nghiệp quốc tế
Nguyễn Việt Phong từng thuộc lứa U-19 Việt Nam cùng thế hệ với Quế Ngọc Hải, Đặng Văn Lâm, Võ Huy Toàn.
Ngày 22 tháng 9 năm 2019, Nguyễn Việt Phong được huấn luyện viên Park Hang-seo triệu tập bổ sung lần đầu lên đội tuyển quốc gia, để chuẩn bị cho hai trận đấu với Malaysia và Indonesia trong khuôn khổ vòng loại World Cup khu vực Châu Á. Ngày 10 tháng 10, trong trận đấu đối đầu với Malaysia, Việt Phong có màn ra mắt đội tuyển khi vào sân thay thế cho tiền đạo Nguyễn Văn Toàn ở phút 87.

## Thống kê sự nghiệp

### Đội tuyển quốc gia
| Đội tuyển quốc gia | Năm       | Trận | Bàn |
| ------------------ | --------- | ---- | --- |
| Việt Nam           | 2019      | 2    | 0   |
| Tổng cộng          | Tổng cộng | 2    | 0   |